# Monanus concinnulus
Monanus concinnulus är en skalbaggsart som först beskrevs av Walker 1858.  Monanus concinnulus ingår i släktet Monanus och familjen smalplattbaggar. Inga underarter finns listade i Catalogue of Life.

## Bildgalleri

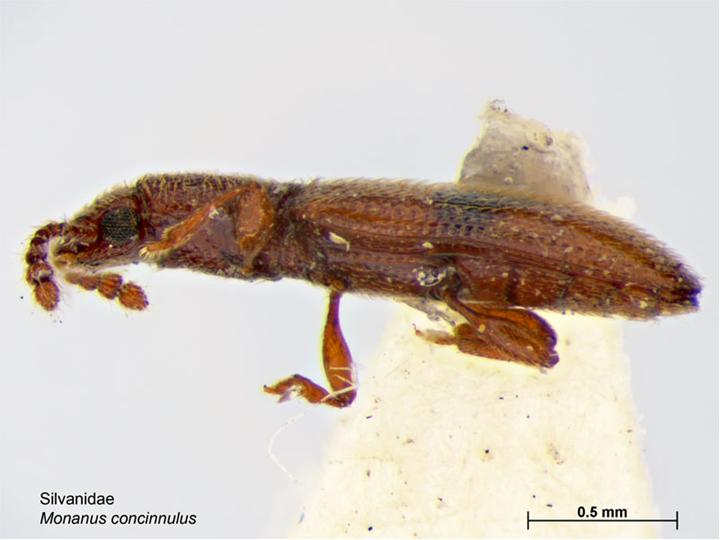